# Kalihora (luna)
Kalihora (grško Καλλιχόρη: Kalihóre) je Jupitrov naravni satelit (luna). Spada med  nepravilne lune z retrogradnim gibanjem. Je članica Karmine skupine Jupitrovih lun, ki krožijo okoli Jupitra v razdalji od 23 do 24 Gm in imajo naklon tira okoli 165°. 
Luno Kalihoro je leta 2003 odkrila skupina astronomov, ki jo je vodil Scott S. Sheppard z Univerze Havajev.  Prvotno so jo označili kot S/2003 J  11. Znana je tudi kot Jupiter XLIV. 
Ime je dobila po muzi Kalihori (hčerka Zevsa) iz grške mitologije. Kalihora je znana tudi kot ena izmed nizijad (nimfe, ki so skrbele za Dioniza) .
Luna Kalihora ima premer okoli 2 km in obkroža Jupiter v povprečni razdalji 24,043.000  km. Obkroži ga v  764  dneh 17  urah in 31 minutah po tirnici, ki ima naklon tira okoli 165 ° glede na ekliptiko oziroma 164 °  na ekvator Jupitra. 
Njena gostota je ocenjena na 2,6 g/cm3, kar kaže, da je sestavljena iz kamnin. 
Luna izgleda zelo temna, ima odbojnost 0,04. 
Njen navidezni sij je 23,7 m.